# Gare de Cassel
Gare de Cassel vasútállomás Franciaországban, Bavinchove településen.

## Vasútvonalak
Az állomást az alábbi vasútvonalak érintik:
- Arras–Dunkirk-vasútvonal

## Kapcsolódó állomások
A vasútállomáshoz az alábbi állomások vannak a legközelebb:
- Gare d’Arnèke
- Gare d’Hazebrouck